# مانیکمپ
مانیکمپ (انگلیسی: Manicamp) کمونی در ان (ا-دو-فرانس) در بخش آیسن (Hais-de-France) در شمال فرانسه است.